# Élli Nikolaḯdi-Vasilikióti
Élli Nikolaḯdi-Vasilikióti (grec moderne : Έλλη Νικολαΐδη Βασιλικιώτη) ou Élli Nikolaḯdou-Vasilikióti (Έλλη Νικολαΐδου Βασιλικιώτη), née en 1923 à Corfou et morte à Athènes en 2016, est une architecte moderniste grecque.

## Biographie
En 1948, elle est diplômée en architecture de Université polytechnique nationale d'Athènes. De 1948 à 1951, elle travaille au Minstère de la reconstruction. À partir de 1959, elle travaille au ministère des Travaux publics. Elle apporte des solutions nouvelles en terme de logement social. Un des exemples remarquables est l'immeuble d'appartements Asyrmatos sur la rocade de Filopappou à Petralona, construit en 1967.
L'immeuble d'habitation comprend 55 appartements et huit magasins répartis sur cinq niveaux. Les installations communes se trouvent sur le toit. À chaque étage, la façade de balcons est en retrait. Le bâtiment présente une légère courbure. Il est coupé par des espaces vides et offre des vues transversales.
Elle représente le ministère des Travaux publics auprès des organisations internationales : Nations Unies et Communauté économique européenne.
Sa vie et son œuvre font partie de l'exposition Frau Architekt au Goethe-Institut en 2021.
Ses œuvres ainsi que celles de Maríka Zagorisíou, Anastasía Tzákou et Alexándra Paschalídou-Moréti sont présentées en 2024, lors de l'exposition Buone Nuove/Good News. Women changing architecture, initiée par le ministère italien des Affaires étrangères en collaboration avec MAXXI - Musée national des Arts du XXIe siècle, exposée au Musée byzantin et chrétien d'Athènes.

## Réalisations (sélection)
- Asyrmatos, immeuble d'habitations, Athènes, 1967[5]